# Bandenspektrum
Ein Bandenspektrum ist ein Spektrum elektromagnetischer Strahlung, das aus vielen nahe beieinander liegenden (bei atomaren Gasen) oder überlappenden Spektrallinien (bei molekularen Gasen) besteht. Eine solche Abfolge von Spektrallinien heißt auch Spektralbande.
Beispiele für Bandenspektren sind die Emissionsspektren bzw. Absorptionsspektren von angeregten Gasen, die aus mehreren Elementen bestehen. 
Bandenspektren sind z. B. die Emissionsspektren der Polarlichter (Stickstoff und Sauerstoff), aber auch die Emissionsspektren der Gase der Sonnenkorona (Sonneneruption). Befinden sich die angeregten Gase vor einem Körper, der ein kontinuierliches Spektrum aussendet (z. B. der Sonnenoberfläche), erhält man von den davor befindlichen angeregten Gasen entsprechend Absorptions-Bandenspektren. 
Die Atomemissionsspektrometrie (AES) beispielsweise nutzt die Bandenspektren, die mittels eines extrem heißen (linienarmen) Heliumplasmas als Energieträger (induktiv gekoppeltem Plasma, ICP) von eingesprühten Lösungen unbekannter Stoffmischungen erzeugt werden, zur simultanen quantitativen Bestimmung der enthaltenen Elemente (Multielementanalyse). Dabei werden die Bandenspektren mittels eines Beugungsgitters aufgespaltet und möglichst ungestörte Spektrallinien der gesuchten Elemente verwendet.